# Frisergade
Frisergade (dansk) eller Friesische Straße (tysk) er en gade i den Indre By i Flensborg, der forbinder Søndertorvet med bydelen Friserbjerg. Frisergaden var i middelalderen byens vestgående udfaldsvej til Hærvejen, til byen Læk og Nordfrisland. Deraf stammer også gadenavnet Frisergade. I den østlige ende møder gaden Rødegade og Angelbogade.
Et af gadens centrale elementer var op til 1840 Friserporten, som var en del af købstadens bybefæstning. Byporten stod mellem husnumrene 4 og 11. I gadens nedre niveau ved Søndertovret og op til Ved Hestevand (Am Pferdewasser) findes den typiske 2½-etages udlejningsbebyggelse fra 1700- og 1800-tallet. Gadens øvre del præges af tæt 3-5 etagers bebyggelse fra omkring 1900. Gaden fremstår som lukket bebyggelse i facadelinje. Frisergade udgør den centrale akse i bydelen Friserbjerg. 